# Der Bergdoktor – Zehn Jahre Ewigkeit
Zehn Jahre Ewigkeit ist eine 90-minütige Episode der deutsch-österreichischen Fernsehserie Der Bergdoktor des ZDF und ORF. Es ist die vierte Episode der neunten Staffel. Regie führte Axel Barth, das Drehbuch schrieben Marc Hillefeld und Philipp Roth.
Die Erstausstrahlung war am Mittwoch, dem 13. Januar 2016 auf ORF 2, die deutsche Erstausstrahlung einen Tag später, am 14. Januar im ZDF.

## Handlung
Emma ist 11 Jahre alt und steht vor einer Leber-Darm-Transplantation. Doch als die Ärzte eine erneute Viruserkrankung feststellen, wird die Effektivität der OP in Frage gestellt und die Leber soll dem alten ehemaligen Alkoholiker Wolfgang Fuchs eingesetzt werden. Dr. Gruber weiß, dass das Warten auf eine neue Gelegenheit Emmas Leben in Gefahr bringen könnte. Er fährt daher zu Herrn Fuchs. Auch Emmas Mutter Katja versucht daher, den neuen Empfänger zu finden, was ihr gelingt. Doch sie verhält sich ihm gegenüber nicht gerade freundlich.
Später beginnt er, gefrustet von den unsachlichen Konfrontationen der Mutter, wieder zu trinken und das einen Tag vor der geplanten OP. Er ist sich dessen bewusst und auch dessen, dass er einem kleinen Mädchen mit einem Verzicht auf die OP das Leben retten kann, auch mag er dieses Mädchen sofort als er es sieht. Auch daher können die Organe doch Emma eingesetzt werden.
Martins Tochter Lilli arbeitet nun bei Martin in der Praxis, was Hans, der sie bei ihnen auf dem Hof sehen möchte, nicht gefällt. Martin und Hans werfen sich gegenseitig vor, Lilli mit allen Mitteln von ihrem Beruf überzeugen zu wollen. Hans schlägt das Angebot von Peter, eine Vollzeitstelle als Bergführer anzunehmen, aus, um sich besser um den Hof kümmern zu können, während Anne Martin bittet, noch einmal bei der Versicherung zu erfragen, wo das Geld bleibt.

## Rezeption

### Einschaltquoten
Die deutsche Erstausstrahlung am 14. Januar 2016 im ZDF verfolgten insgesamt 6,82 Millionen Zuschauer, was einem Marktanteil von 20,6 % beim Gesamtpublikum entsprach. Bei den Jüngeren zwischen 14 und 49 Jahren schalteten 1,4 Millionen ein.